# حول نجدة (إب)

تعديل مصدري - تعديل

حول نجدة محلة تابعة لقرية رجاح، التابعة لعزلة شعب يافع بمديرية إب إحدى مديريات محافظة إب في الجمهورية اليمنية.، بلغ تعداد سكانها 34 حسب تعداد اليمن لعام 2004.